# Gremo mi po svoje
Gremo mi po svoje je slovinská komedie z roku 2010 režírovaná Mihou Hočevarem. Film byl natáčen v Triglavském národním parku.

## Děj
V údolí řeky Soči táboří chlapecký oddíl skautů. Nedaleko od nich se utáboří dívčí tábor. Protože jsou děvčata pohledná, mají o ně chlapci zájem. Vedoucí tábora navrhne, že by děvčatům mohli ukrást vlajku. Protože ale dívky vlajku nemají, chlapci se v noci rozhodnou místo vlajky ukrást hrnec. Ráno si dívky pro hrnec přijdou a navrhnou sportovní souboj mezi oběma tábory.
Chlapecký tábor se rozroste o dva nové členy, Marka a jeho zelenou andulku. Protože některým chlapcům andulka nevoní, nechají hlasovat, zda andulka může zůstat na táboře. Většina chlapců je ale pro zůstání andulky.
Souboj mezi dívkami a chlapci vyhrají dívky, chlapci se ukážou jako ne tak zdatní. Protože pro vůdce tábora je to potupa, vyhlásí noční táborovou hru a rozdělí tábor do několika skupin. Chlapcům se hra příliš nezamlouvá, raději by trávili čas s dívkami. Před táborovou hrou je neuchrání ani přicházející bouřka.
Jedna skupina chlapců se rozhodne jít do hor. Když jsou vysoko v horách, uvidí, že je doprovází Markova andulka. Ta se později stane obětí dravce, takže jí chlapci v horách vystaví náhrobek. Mezitím se po chlapcích začne pátrat, protože se dlouho nevracejí. Chlapci jsou úspěšně nalezeni, dojde i na tanec s dívkami.

## Obsazení
| Jurij Zrnec         | vedoucí tábora                |
| Luka Cimprič        | Grega, vedoucí skupiny        |
| Uroš Kaurin         | Peter, vedoucí skupiny        |
| Jana Zupančič       | kuchařka Majda                |
| Ajda Toman          | Irena, vedoucí dívčího tábora |
| Tadej Koren Šmid    | Aleks                         |
| Jure Kreft          | ospalec                       |
| Matevž Štular       | Jaka                          |
| Erik Oprešnik       | Janez                         |
| Gaja Pegan Nahtigal | Maja                          |
| Taja Knifič         | Spela                         |
| Pia Korbar          | Karmen                        |
| Matej Zemljič       | ptáčník Marko                 |
| Vili Frahm          | Martin                        |
| Žiga Krajnčan       | Emil                          |
| Teodor Popovič      | Pupika                        |
| Sandi Pavlin        | děda                          |
| Jon Kokovnik        |                               |